# The Ames Brothers
The Ames Brothers waren een Amerikaans zangkwartet uit de jaren 1950. Het kwartet werd opgericht onder de naam Urick en was samengesteld uit Joe, Gene, Vic en Ed Ames, die opgroeiden in armoedige omstandigheden en in 1947 in de showbusiness gingen. 

## Biografie
De gebroeders Urick zijn geboren in Malden. Joe (geboren Joseph Urick, 3 mei 1921 - 22 december 2007), Gene (13 februari 1924 - 26 april 1997), Vic (20 mei 1925 - 23 januari 1978) en Ed Ames ( geboren Edmund Dantes Urick op 9 juli 1927 - 21 mei 2023) formeerden  de zanggroep The Amory Brothers, die The Ames Brothers zouden worden.
Geboren in een muzikaal getalenteerde familie, werden de jongens opgevoed om van klassieke muziek en operamuziek te genieten. Hun ouders David en Sarah Urick, waren Russisch-joodse immigranten uit Oekraïne die Shakespeare en semi-klassiekers voorlazen aan hun negen kinderen vanaf het moment dat ze oud genoeg waren om te luisteren.
Drie van de broers vormden een kwartet met neef Lennie en waren aan het toeren geweest op leger- en marinebases van de Verenigde Staten om de troepen te amuseren, toen ze een baan aangeboden kregen in de nachtclub The Fox and Hounds, een van de chicste clubs in Boston. Deze verbintenis van een week veranderde in enkele maanden, toen positieve mond-tot-mondreclame over hun uiterlijk de ronde deed. In die tijd gebruikten ze Vic's middelste naam en noemden zichzelf The Amory Brothers. Ze werden behoorlijk populair in het gebied en het was in die tijd dat Joe besloot zich weer bij de groep aan te sluiten. Na een optreden in New York kregen ze een baan bij bandleader Art Mooney. Op een dag, terwijl ze bij Leeds Publishing Company op zoek waren naar het lied Should I, dat hun moeder hen had gevraagd te zingen, hoorde Milt Gabler van Decca Records hen dit zingen en vroeg hen om een paar kanten op te nemen voor Decca Records, net voor de AFM opnameverbod dat James Petrillo in januari 1948 oplegde. Eerder verscheen hun eerste plaat Tree In The Meadow, waarop ze als begeleiding van de zangeres Monica Lewis waren te horen. De single scoorde een 22e plaats in de bestseller-hitlijst.
Het verbod werd een jaar later opgeheven. De broers verkortten Amory tot Ames en werden de eerste artiesten die opnamen maakten voor het nieuw opgerichte Coral Records, een dochteronderneming van Decca Records. Hun vijfde single-publicatie You, You, You Are The One bereikte in februari 1949 de 23e plaats van de hitlijst. Ze plaatsten zich in januari 1950 in de nationale top met hun eerste hit Rag Mop. Hun grootste successen bij Coral Records in deze periode waren Can Anyone Explain (1950) en Undecided (1951) met Les Brown. Ze deden soms gratis radioshows, alleen om ervaring op te doen, en werden later vaste gasten in shows als Arthur Godfrey and His Friends. Als een van de eerste acts die in de oorspronkelijke Ed Sullivan Show verscheen toen het bekend stond als Toast of the Town, maakten ze hun debuut, toen de show live werd uitgezonden vanuit Wanamaker's Department Store. In het begin van 1953 ondertekenden ze een platencontract bij RCA Records. Hun single You You You (1953, 2e plaats singlehitlijst) bij dit label werd een groot succes. Ook de nummers The Man With The Banjo en The Naughty Lady Of Shady Lane waren top 10-hits. Bij alle RCA-opnamen werden ze begeleid door het orkest van Hugo Winterhalter.
Al snel waren ze de best betaalde en populairste groep in nachtclubs, supperclubs en op de landelijke televisie. In 1956 speelden ze in hun eigen show The Ames Brothers Show, die te zien was op vrijdagavond. Het was de eerste gesyndiceerde tv-show die in het buitenland werd vertoond. De broers verschenen ook in The Pat Boone Chevy Showroom van ABC.
Tijdens hun vijftienjarige carrière leverde hun vruchtbare werk 49 Amerikaanse hits op, waarvan 21 bij Coral Records voordat ze tekenden bij RCA Victor. Met het begin van het rock ‘n’ roll-tijdperk nam hun succes af. In 1957 scoorden ze met Melodie d’Amour een top 20-hit. Aan het einde van hun carrière hadden The Ames Brothers aan het begin van 1958 ook in Duitsland een hit met Melodie d’Amour met een 16e plaats in de singlehitlijst. De groep ging in 1963 uit elkaar, maar Ed Ames zette een succesvolle zang- en acteercarrière voort, waaronder als Daniel Boone's sidekick Mingo in de populaire tv-serie Daniel Boone.

## Nalatenschap
Ze werden in 1998 opgenomen in de Vocal Group Hall of Fame.

## Na de ontbinding
Vic overleed in 1978 op 52-jarige leeftijd bij een auto-ongeluk, Gene overleed in 1997 op 73-jarige leeftijd aan kanker en Joe overleed in 2007 op 86-jarige leeftijd aan een hartaanval. Ed overleed op 21 mei 2023 in Beverly Hills op 95-jarige leeftijd aan de gevolgen van Alzheimer als laatst overgebleven lid. The Ames Brothers was een van de honderden artiesten wiens materiaal werd vernietigd bij de Universal Studios-brand in 2008.

## Discografie

### Albums (selectie)
- 1950: The Ames Brothers sing a song of Christmas
- 1951: In the evening by the moonlight
- 1951: Hoop-de-doo
- 1952: Home on the Range
- 1954: It must be true
- 1955: Four brothers
- 1957: Love serenade
- 1958: Destination moon
- 1959: Words and music

### Hits en klasseringen
- 1950: Sentimental Me # 3, Rag Mop # 1, Can Anyone Explain # 5
- 1951: Undecided # 2
- 1953: You you you # 1
- 1954: The Man With The Banjo # 6
- 1955: The Naughty Lady Of Shady Lane # 3
- 1956: It Only Hurts For A Little While # 11
- 1958: Melody D'Amour' # 5
- 1958: Pussy Cat # 17